# Miłogost (książę wielecki)
Miłogost (łac. Milegastus) – książę Wieletów panujący na początku IX wieku, starszy syn księcia Luba.
Objął władzę nad Wieletami po tym, jak jego ojciec zginął w trakcie bitwy z Obodrytami. Rządził niezgodnie z obyczajami plemiennymi, dążąc do wzmocnienia pozycji księcia względem wiecu. Doprowadziło to do buntu, w wyniku którego Miłogost został złożony z tronu, a władzę przekazano w ręce jego młodszego brata Całodroga. Spór pomiędzy braćmi przedłożono podczas sejmu we Frankfurcie w 823 roku cesarzowi Ludwikowi Pobożnemu, który oddalił pretensje Miłogosta i uprawomocnił władzę Całodroga.